# Türklopfer

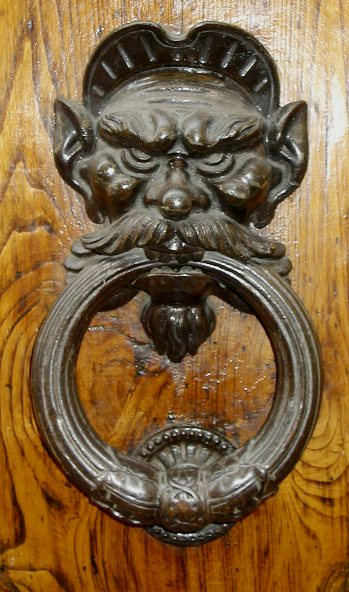
Türklopfer in Florenz

Ein Türklopfer ist ein außen angebrachter Türbeschlag mit einem beweglichen Ring oder Schlägel, der auf einem darunter befestigten Knopf aufschlägt, um die Bewohner des Hauses oder Wohnung zum Öffnen aufzufordern.
Meist bestehen der Klopfer sowie die Fläche, auf die der Ring herabfällt, aus Bronze oder Eisen, um auch bei sehr massiven Türen noch einen gut hörbaren Klopfton zu erzeugen. Das Mittelalter und die Renaissance machten aus dem Türklopfer kleine Kunstwerke. Die ersten bekannten Türklopfer stammen aus dem Hochmittelalter und hatten noch hammerförmige Schlägel. Von ihnen sind formal und funktional die mittelalterlichen Türzieher (in Form einer Löwenmaske mit Ring im Maul) zu unterscheiden, obwohl neuzeitliche Türklopfer gern deren Löwenringmotiv aufnehmen. Eine andere beliebte Türklopferform zeigt eine Hand, die mit einer Kugel gegen die Tür schlägt.
Wie die Ausstattung der Tür selbst ist auch die des Türklopfers oft ein Ausdruck für den Reichtum und die gesellschaftliche Stellung der Hausbesitzer zur Zeit der Erbauung des Hauses.
Heutzutage ist durch die elektrische Türklingel die ursprüngliche Funktion nicht mehr notwendig, jedoch wird der Türklopfer immer noch zur Verschönerung der Eingangstür eines Hauses verwendet.